# Nemzzz
Nemzzz (* 28. März 2004; eigentlich Nemiah Simms) ist ein britischer Rapper.

## Leben
Nemiah Simms wurde in Manchester geboren und wuchs in Gorton auf. Seine Mutter war ein Beatmaker und sein Vater ein Reggae- und Bashment-Sänger. Seine Vorfahren stammen aus Jamaika.
2018 nahm er das Pseudonym Nemzzz an und veröffentlichte erste Tracks, die er auf YouTube-Instrumentals rappte. Sein Track Elevate wurde im November 2021 veröffentlicht und ging viral. Anschließend bekam es ein Musikvideo von GRM Daily. Es folgte im Februar 2022 der Song 2MS. Es folgte im November 2022 No Refunds, eine Kollaboration mit Stay Flee Get Lizzy und Knucks. Nach einigen weiteren Singles veröffentlichte er im Mai 2023 seine EP Nemzzz Type Beat.
Ende 2023 veröffentlichte er erste Singles aus seinem für 2024 angekündigten Mixtape Do Not Disturb. Für den Track 8AM in Manny verwendete er ein Sample von Drake, das dieser legitimierte. Das Mixtape erschien schließlich am 15. März 2024 sowie drei Tage später auch in einer Deluxe Edition. Auf der ursprünglichen Version ist der deutsche Rapper Luciano als Featuring vertreten. Auf der Deluxe Edition sind außerdem K-Trap, Headie One und Lil Yachty zu hören. Das Mixtape erreichte Platz 17 der britischen Charts. Der Track ETA mit Luciano erreichte Platz 64 der deutschen Singlecharts.

## Diskografie

### Mixtapes
- 2024: Do Not Disturb (Eigenproduktion)

### EPs
- 2023: Nemzzz Type Beat (Eigenproduktion)

### Singles
- 2018: Youngest in Charge
- 2019: Pull Up
- 2019: No Replies
- 2019: Deep End
- 2020: Paranoid
- 2020: Can’t Slip
- 2020: Transparent
- 2020: We Move
- 2021: No Ratings
- 2021: Elevate
- 2021: 2MS
- 2022: LSW
- 2022: DL4V
- 2022: ABC
- 2022: Headline (mit Rimzee)
- 2022: Daily Duppy (feat. GRM Daily)
- 2023: W2L
- 2023: Nemzz Type Beat
- 2023: Fenty Beauty
- 2023: Like Dat (mit M1onTheBeat & SL)
- 2023: Money and Vibes
- 2023: 8AM in Manny
- 2023: Therapy
- 2023: L’s
- 2023: PTSD
- 2024: ETA (feat. Luciano)
- 2024: Venice (feat. JayG)
- 2024: I Know You Care (feat. Headie One)
- 2024: It’s Us (feat. Lil Yachty)
- 2025: Dilemma (feat. Central Cee)
- 2025: Cold
- 2025: Art (feat. Latto)

### Gastbeiträge
- 2022: Kidwild: DND Pt.2
- 2022: A1 x J1: Don’t Lie
- 2022: Stay Flee Get Lizzy & Knucks: No Refund
- 2025: Kidwild: Redemption